# Piptolepis
Piptolepis là một chi thực vật có hoa trong họ Cúc (Asteraceae).

## Loài
Chi Piptolepis gồm các loài: